# Opa Sanganté
Opa Sanganté (ur. 1 lutego 1991 w Diana-Malari) – gwinejski piłkarz francuskiego i senegalskiego pochodzenia grający na pozycji środkowego obrońcy w klubie USL Dunkerque.

## Kariera klubowa

### AS Beauvais Oise
Sanganté zadebiutował dla AS Beauvais Oise 9 marca 2013 w meczu z drugą drużyną Valenciennes FC (0:0). Pierwszą bramkę zawodnik ten zdobył 7 września 2013 w wygranym 2:1 spotkaniu przeciwko FC Dieppe. Łącznie dla AS Beauvais Oise Gwinejczyk rozegrał 55 meczów, strzelając jednego gola.
Sanganté rozegrał również 17 meczów w drugiej drużynie AS Beauvais Oise.

### FC Chambly
Sanganté przeniósł się do FC Chambly 1 lipca 2015. Debiut dla tego zespołu zaliczył on 7 sierpnia 2015 w zremisowanym 1:1 spotkaniu przeciwko SR Colmar, dostając czerwoną kartkę w 93 minucie. Pierwszego gola piłkarz ten strzelił 18 grudnia 2015 w meczu z ÉFC Fréjus Saint-Raphaël (1:1). Ostatecznie w barwach FC Chambly Gwinejczyk wystąpił 29 razy, zdobywając jedną bramkę.

### LB Châteauroux
Sanganté przeszedł do LB Châteauroux 1 lipca 2016. Zadebiutował on dla tego klubu 5 sierpnia 2016 w meczu ze Les Herbiers VF (wyg. 0:2). Pierwszą bramkę zawodnik ten zdobył 16 września 2016 w wygranym 0:1 spotkaniu przeciwko US Avranches.

## Kariera reprezentacyjna
| Mecze i gole w reprezentacji | Mecze i gole w reprezentacji | Mecze i gole w reprezentacji | Mecze i gole w reprezentacji | Mecze i gole w reprezentacji | Mecze i gole w reprezentacji | Mecze i gole w reprezentacji | Mecze i gole w reprezentacji                    |
| Gwinea Bissau                | Gwinea Bissau                | Gwinea Bissau                | Gwinea Bissau                | Gwinea Bissau                | Gwinea Bissau                | Gwinea Bissau                | Gwinea Bissau                                   |
| Lp.                          | Data                         | Miejsce                      | Gospodarz                    | Gość                         | Wynik                        | Gol                          | Rozgrywki                                       |
| ---------------------------- | ---------------------------- | ---------------------------- | ---------------------------- | ---------------------------- | ---------------------------- | ---------------------------- | ----------------------------------------------- |
| 1.                           | 11.11.2020                   | Thiès                        | Senegal                      | Gwinea Bissau                | 2:0                          |                              | Puchar Narodów Afryki 2021 – kwalifikacje       |
| 2.                           | 15.11.2020                   | Bissau                       | Gwinea Bissau                | Senegal                      | 0:1                          |                              | Puchar Narodów Afryki 2021 – kwalifikacje       |
| 3.                           | 01.09.2021                   | Nawakszut                    | Gwinea                       | Gwinea Bissau                | 1:1                          |                              | Mistrzostwa Świata 2022 – eliminacje strefy CAF |
| 4.                           | 07.09.2021                   | Chartum                      | Sudan                        | Gwinea Bissau                | 2:4                          |                              | Mistrzostwa Świata 2022 – eliminacje strefy CAF |
| 5.                           | 06.10.2021                   | Rabat                        | Maroko                       | Gwinea Bissau                | 5:0                          |                              | Mistrzostwa Świata 2022 – eliminacje strefy CAF |
| 6.                           | 09.10.2021                   | Casablanca                   | Maroko                       | Gwinea Bissau                | 3:0                          |                              | Mistrzostwa Świata 2022 – eliminacje strefy CAF |
| 7.                           | 12.11.2021                   | Konakry                      | Gwinea                       | Gwinea Bissau                | 0:0                          |                              | Mistrzostwa Świata 2022 – eliminacje strefy CAF |
| 8.                           | 15.11.2021                   | Bissau                       | Gwinea Bissau                | Sudan                        | 0:0                          |                              | Mistrzostwa Świata 2022 – eliminacje strefy CAF |
| 9.                           | 11.01.2022                   | Garoua                       | Sudan                        | Gwinea Bissau                | 0:0                          |                              | Puchar Narodów Afryki 2021                      |
| 10.                          | 15.01.2022                   | Garoua                       | Egipt                        | Gwinea Bissau                | 1:0                          |                              | Puchar Narodów Afryki 2021                      |
| 11.                          | 19.01.2022                   | Garoua                       | Nigeria                      | Gwinea Bissau                | 2:0                          |                              | Puchar Narodów Afryki 2021                      |

## Sukcesy
Sukcesy w karierze klubowej:
- Championnat National – 1×, z LB Châteauroux, sezon 2016/2017